# Flugunfall der Douglas DC-4 G-APYK der Air Ferry
Der Flugunfall der Douglas DC-4 G-APYK der Air Ferry ereignete sich am 3. Juni 1967, als eine auf einem internationalen Charterflug von Manston nach Perpignan eingesetzte Maschine des Typs Douglas DC-4/C-54A-1-DC im Anflug auf den Zielflughafen gegen eine Flanke des Pic du Canigou geflogen wurde. Bei dem Unfall verloren alle 88 Insassen der Maschine ihr Leben. Es handelt sich damit um den schwersten Flugunfall mit einer Douglas DC-4.

## Flugzeug
Das Flugzeug war eine während des Zweiten Weltkrieges als Militärversion C-54A-1-DC im Chicagoer Werk der Douglas Aircraft Company gebaute Douglas DC-4 mit der Werknummer 10279, die nach ihrer Endmontage am 15. Januar 1944 mit dem militärischen Luftfahrzeugkennzeichen 42-72254 an die United States Army Air Forces (USAAF) ausgeliefert wurde. Nach ihrem Dienstende beim Militär wurde die Maschine in eine zivile DC-4 umgebaut und 1945 an den Eigentümer Hart F. Farwell verkauft, bei welchem sie mit dem Luftfahrzeugkennzeichen N56006 in Betrieb ging. Im Jahr 1946 wurde sie an die Pennsylvania Central Airlines verkauft, bei welcher sie den Taufnamen Milwaukee erhielt. Am 21. April 1948 übernahm die Capital Airlines die Maschine und betrieb diese bis zum Jahr 1955 mit dem Taufnamen 610 Capitaliner Baltimore. Anschließend kaufte die General Airways die Maschine. Am 13. März 1960 wurde die Maschine mit dem neuen Kennzeichen G-ASOG auf die britische Starways zugelassen und bis zur Außerbetriebsetzung am 10. Januar 1962 betrieben. Schließlich ging die Maschine am 17. Januar 1962 an die ebenfalls britische Air Ferry. Das viermotorige Langstreckenflugzeug war mit vier Sternmotoren des Typs Pratt & Whitney R-2000-2SD-13G Twin Wasp ausgestattet. Bis zum Zeitpunkt des Unfalls hatte die Maschine eine Gesamtbetriebsleistung von 42.663 Betriebsstunden absolviert.

## Passagiere und Besatzung
Den internationalen Charterflug hatten 83 Passagiere angetreten. Es befand sich eine fünfköpfige Besatzung an Bord, bestehend aus einem Flugkapitän, einem Ersten Offizier und drei Flugbegleiterinnen.
- Flugkapitän war der 46-jährige Ronald Alfred Pullinger aus Ramsgate, Kent. Pullinger verfügte über Musterberechtigungen für die Flugzeugtypen Douglas DC-3, Douglas DC-4, Bristol Britannia, De Havilland DH.82 Tiger Moth, Taylorcraft Auster und Miles Messenger, die er allesamt im Rang des Flugkapitäns fliegen durfte. Pullinger war ferner als Erster Offizier an Bord von Maschinen der Typen Bristol 170 und Handley Page Hermes zugelassen. Er verfügte über 10.400 Stunden Flugerfahrung, wovon er 145 Stunden und 31 Minuten im Cockpit der Douglas DC-4 und davon 27 Stunden auf Nachtflügen absolviert hatte. Im Rang des Flugkapitäns hatte er 5.143 Flugstunden absolviert, wovon jedoch nur 241 auf große Maschinen entfielen – 170 auf die DC-3 und 71 auf die DC-4. Pullinger war zwölfmal in den Jahren 1958 und 1959 und einmal im Jahr 1965 auf dem Flughafen Perpignan gelandet. Er flog den Flugplatz bis zum 28. Mai 1967 nicht mehr an, als er in der Funktion des Flugkapitäns tagsüber eine Landeanflug durchführte.
- Erster Offizier war der 61-jährige Edward Isaacs. Er war als Erster Offizier für die Flugzeugtypen Douglas DC-3, Douglas DC-4 und Vickers Viking zugelassen.

## Flugverlauf und Unfallhergang
Die Maschine startete um 17:31 Uhr Ortszeit vom Flughafen Manston und stieg daraufhin auf Flugfläche 90. Um 19:48 Uhr wurde Kontakt mit der Flugsicherung in Marseille aufgenommen. Um 20:24 Uhr wurde Mende überflogen, wobei die Piloten einschätzten, dass sie um 20:44 Uhr querab von Montélimar sein würden. Als geplante Ankunftszeit in Perpignan gaben die Piloten 21:10 Uhr an. Die Flugsicherung forderte die Besatzung daraufhin umgehend auf, sich zu melden, wenn sie sich querab von Martigues befinden würden, zumal es den Daten zufolge unplausibel erschien, dass die Maschine Montélimar überfliegen sollte. Die Piloten korrigierten daraufhin ihren Funkspruch und gaben an, dass sie um 20:44 Uhr querab von Montpellier sein würden. Berechnungen zeigten, dass die Maschine Mende um 20:25 Uhr überflog und dass, wenn die Uhrzeit des Überfliegens von Montpellier um 20:44 Uhr korrekt sein sollte, eine Ankunft um 21:10 Uhr in Perpignan nicht realistisch gewesen wäre. Aus diesem Grund forderte die Flugsicherung in Marseille die Besatzung auf, die Ankunftszeit um 21:10 Uhr in Perpignan noch einmal zu bestätigen, woraufhin die Piloten als Ankunftszeit 22:10 Uhr angaben und dann erneut auf 21:10 Uhr korrigierten.
Um 20:43 Uhr gaben die Piloten an, sie befänden sich querab von Montélimar (anstelle von Montpellier) und gaben an, sie würden den Knotenpunkt Papa 3 bei Narbonne um 20:52 Uhr erreichen. Während diese Angabe plausibel erschien, ließ sie die geschätzte Ankunftszeit von 21:10 Uhr noch unplausibler erscheinen. Um 20:50 Uhr korrigierte die Besatzung die Uhrzeit des Erreichens von Knotenpunkt Papa 3 auf 20:51 Uhr, gab erneut als Ankunftszeit 21:10 Uhr an und erbat Freigabe für das Einleiten des Sinkfluges. Die Flugsicherung in Marseille erteilte die Freigabe zum Sinkflug auf Flugfläche 70 und wies die Piloten an, anschließend mit der Flugsicherung in Perpignan Kontakt aufzunehmen, was diese um 20:52 Uhr taten. Diese übermittelte der Flugbesatzung die QFE- und QNH-Luftdruckwerte sowie die Temperatur am Zielflughafen und forderte die Piloten auf, sich erneut zu melden, sobald diese Flugfläche 70 erreicht haben. Um 20:55 Uhr meldeten die Piloten, dass sie Flugfläche 70 erreicht hätten und dass sie den Sinkflug auf Flugfläche 50 fortsetzen würden. Fünf Minuten später meldeten sie, Flugfläche 50 erreicht zu haben. Die Flugsicherung bestätigte den Erhalt des Funkspruches und fragte die Piloten, ob sie den Flughafen in Sicht hätten. Die Piloten antworteten „Roger, we’ll advise, field in sight“, womit sie ausdrücken wollten, dass sie melden würden, sobald sie die Landebahn in Sicht hätten. Die Flugsicherung verstand den Funkspruch offenbar so, als hätten die Piloten die Landebahn gesichtet, lotste sie zum Gegenanflug der Platzrunde für die Landebahn 33 und teilte den Piloten mit, dass Windstille herrsche.
Um 21:05 Uhr erkundigte sich die Flugsicherung nach der Flughöhe der Maschine und erhielt von den Piloten die Antwort, dass sie sich auf 4.000 Fuß befänden und in fünf Minuten am Flughafen sein würden. Als sich der Fluglotse nochmals erkundigte, ob die Piloten die Landebahn in Sicht hatten, antworteten diese Yankee Kilo negative at this moment („Yankee Kilo negativ zum jetzigen Zeitpunkt“). Der Fluglotse fragte daraufhin: Yankee Kilo you have not my field in sight? („Yankee Kilo, sie haben nicht meine Landebahn in Sicht?“), woraufhin er die Antwort erhielt That is affirmative („Das ist zutreffend“). Der Fluglotse missverstand diesen Funkspruch und forderte die Besatzung auf, sich beim Ausführen des Gegenanfluges auf Landebahn 33 bei Windstille zu melden. Wenige Sekunden später erbaten die Piloten die QDM-Werte für eine Funkpeilung. Der Fluglotse in Perpignan war von dieser Anfrage überrascht und bat darum, diese zu wiederholen, woraufhin er keine Antwort erhielt.
Auch weitere Versuche, Kontakt mit der Maschine aufzunehmen, blieben erfolglos. Es stellte sich später heraus, dass die DC-4 in einer Höhe von 1160 Metern (3800 Fuß) gegen einen Berg in den Pyrenäen geflogen war. Das Wrack wurde in einer Höhe von 940 Metern (3080 Fuß) am Pic du Canigou entdeckt, nachdem die Maschine zuvor mit einer Tragfläche mit dem Dent du Lion kollidiert war. Bei dem Unfall wurden alle 88 Insassen getötet.

## Ursache
Als Unfallursache wurde eine Kollision mit dem Berg festgestellt, die auf eine Fehlerkette auf Seiten der Besatzung zurückging. Die Piloten hätten es versäumt, alle zur Verfügung stehenden Radionavigationsgeräte an Bord der Maschine zu nutzen, sie hätten Fehler bei der Koppelnavigation begangen, den Sinkflug von einer fehlerhaft identifizierten Position aus eingeleitet, hätten es versäumt, die sicheren Mindestflughöhen auf dem Flugplan zu verfolgen und hätten möglicherweise ebenfalls Fehler beim Identifizieren der Flugposition durch Sichtkontakt mit dem Boden gemacht.
Die irrationalen Handlungen der Flugbesatzung konnten schließlich auf eine Hypoxie zurückgeführt werden. Aufgrund eines defekten Heizlüfters an Bord der Maschine hätten die Piloten im Flug eine Kohlenmonoxidvergiftung erlitten. Als beitragender Faktor wurden Verständigungsprobleme zwischen der Besatzung und den Fluglotsen festgestellt, die aus mangelnden Sprachkenntnissen des Lotsen und einer mangelnden Standardterminologie resultierten. Ebenfalls wurde bemängelt, dass es während der Kommunikation um 20:55 Uhr versäumt worden war, mittels einer Funkpeilung die Position der Maschine zu ermitteln.